# Lijst van voetbalinterlands Bosnië en Herzegovina - Letland (vrouwen)
Deze lijst van voetbalinterlands is een overzicht van alle officiële voetbalinterlands tussen de nationale vrouwenteams van Bosnië en Herzegovina en Letland. De landen hebben tot nu toe één keer tegen elkaar gespeeld.

## Wedstrijden
| № | Plaats   | Datum            | Competitie           | Wedstrijd                       | Uitslag |
| - | -------- | ---------------- | -------------------- | ------------------------------- | ------- |
| 1 | Sarajevo | 20 november 2006 | EK 2009 kwalificatie | Letland − Bosnië en Herzegovina | 1 − 4   |

## Samenvatting
| Competitie      | Totaal gespeeld | Winst Bosnië en Herzegovina | Gelijk | Winst Letland | Doelsaldo Bosnië en Herzegovina – Letland |
| --------------- | --------------- | --------------------------- | ------ | ------------- | ----------------------------------------- |
| EK-kwalificatie | 1               | 1                           | 0      | 0             | 4 − 1                                     |
| Totaal          | 1               | 1                           | 0      | 0             | 4 − 1                                     |